# Колірний простір

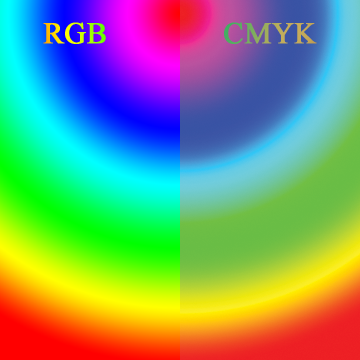
Різниця кольорів на екрані і друкованої версії

Ко́лірний про́стір — модель представлення кольору, заснована на використанні колірних координат. Кольорова палітра будується таким чином, щоб будь-який колір був представлений точкою, що має певні координати. Найчастіше одному набору координат буде відповідати один колір, але для деяких випадків це не так (наприклад, для моделі CMYK, або, наприклад, коли кодується колірний тон — дані по тону «закільцьовані», і максимальне і мінімальне значення збігаються.)
Колірні простори описуються набором колірних координат і правилами побудови кольорів. Приміром, RGB є тривимірним колірним простором, де кожен колір описаний набором з трьох координат - кожна з них відповідає компоненті кольору в розкладанні на червоний, зелений і синій кольори. Кількість координат задає розмірність простору. Існує багато кольорових просторів різної розмірності - від одновимірних, які можуть описати виключно монохромне зображення, до шести-і десятімерних, таких, наприклад, як простір CMYKLcLm (від англ. Cyan, Magenta, Yellow, Key color, lightCyan, lightMagenta). Простору високою розмірності найчастіше використовуються в цілях дру

## Опис
Колірні простори описуються набором колірних координат і правилами побудови кольорів. Наприклад, RGB є тривимірним колірним простором, де кожен колір описаний набором з трьох координат — кожна з них відповідає компоненті кольору в розкладанні на червоний, зелений і синій кольори. Кількість координат задає розмірність простору. Існує багато кольорових просторів різної розмірності — від одновимірних, які можуть описати виключно монохромне зображення, до шести і десятимірних, таких, наприклад, як простір CMYKLcLm (Cyan, Magenta, Yellow, Key color, lightCyan, lightMagenta). Простори високої розмірності найчастіше використовуються в цілях друку на плоттерах або апаратах для.

## Історія

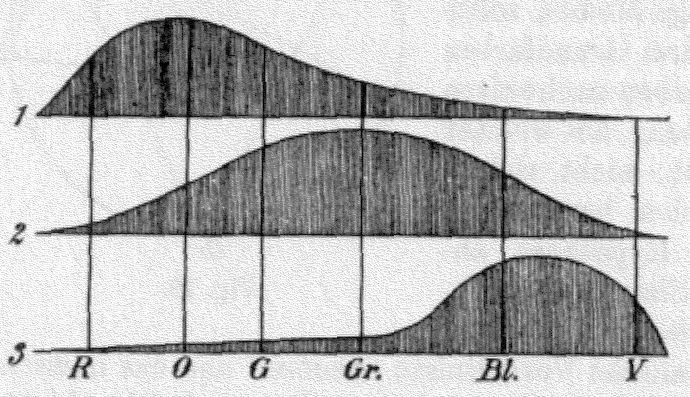
Томас Янг і Герман Гельмгольц припустили, що сітківка ока складається з трьох різних типів світлових рецепторів для червоного, зеленого і синього кольорів

У 1802 році Томас Янг припустив існування трьох типів фоторецепторів (тепер відомих як колбочки) в оці, кожен з яких був чутливим до певного діапазону видимого світла.Герман фон Гельмгольц розвинув теорію Юнга-Гельмгольца далі в 1850 році: три типи колбочок фоторецепторів можна класифікувати як короткі (сині), середні (зелені) і довгі (червоні) відповідно до їх реакції. до довжин хвиль світла, що падає на сітківку. Відносна сила сигналів, виявлених трьома типами колбочок, інтерпретується мозком як видимий колір. Але незрозуміло, що вони вважали кольори точками в колірному просторі.

Імовірно, концепція колірного простору була створена Германом Грассманом, який розробив її у два етапи. По-перше, він розвинув ідею векторного простору, яка дозволила алгебраїчне представлення геометричних понять у n-вимірному просторі.n-dimensional space. Fearnley-Sander (1979) describes Grassmann's foundation of linear algebra as follows: Фернлі-Сандер (1979) описує основу лінійної алгебри Грассмана так: Визначення лінійного простору (векторного простору)... стало широко відомим близько ста років тому ,коли Герман Вейль та інші опублікували формальні визначення. Маючи концептуальну Ґрассманна основу  у 1853 році Грассманн опублікував теорію про те, як змішуються кольори; його та його три закони кольорів досі викладають, як закон Грассмана.Як спочатку зазначив Грассман... світловий набір має структуру конуса в нескінченномірному лінійному просторі. У результаті частковий набір (щодо метамерії) світлового конуса успадковує конічну структуру, яка дозволяє представляти колір як опуклий конус у тривимірному лінійному просторі, який називають кольоровим конусом.Герман Грассман і створення лінійної алгебри

## Приклад

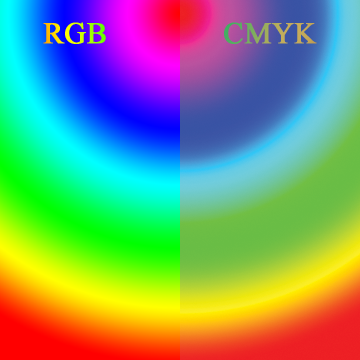
Порівняння моделей кольорів CMYK і RGB. Це зображення демонструє різницю між тим, як кольори виглядатимуть на моніторі комп’ютера (RGB), порівняно з тим, як вони можуть відтворюватися в певному процесі друку CMYK.

Кольори можна створювати під час друку за допомогою колірних просторів на основі моделі кольорів CMYK, використовуючи субтрактивні основні кольори пігменту (пурауровий, чорний, жовтий та блакитний). Щоб створити тривимірне представлення даного колірного простору, ми можемо призначити кількість пурпурового кольору для осі X представлення, кількість блакитного кольору для його осі Y і кількість жовтого кольору для його осі Z. Отриманий тривимірний простір забезпечує унікальне положення для кожного можливого кольору, який можна створити шляхом поєднання цих трьох пігментів.
Кольори можна створювати на комп’ютерних моніторах із просторами кольорів на основі колірної моделі RGB, використовуючи додаткові основні кольори (червоний, зелений і синій). У тривимірному представленні кожен із трьох кольорів буде присвоєно осям X, Y та Z. Кольори, створювані на певному моніторі, будуть обмежені середовищем відтворення, таким як люмінофор (у ЕПТ-моніторі) або фільтри та підсвічування (РК-монітор).
Іншим способом створення кольорів на моніторі є колірна модель HSL або HSV на основі відтінку, насиченості, яскравості (значення/світлота). За допомогою такої моделі змінним присвоюються циліндричні координати.
Багато колірних просторів можна представити як тривимірні значення таким чином, але деякі мають більше або менше вимірів, а деякі, такі як Pantone, взагалі не можуть бути представлені таким чином.